# کومونار، اوبلاست لنینگراد
شهر کومونار، اوبلاست لنینگراد (به روسی: Коммунар) در کشور روسیه و در اوبلاست لنینگراد واقع شده‌است.